# Comandament Naval de Canàries
El Comandament Naval de Canàries (ALCANAR) és l'organització territorialitzada de la Força d'Acció Marítima del Armada Espanyola que ostenta la màxima autoritat de l'Armada en l'arxipèlag. La Caserna General del Comandament de Canàries està situat a Las Palmas de Gran Canària. El Comandament Naval de Canàries ho exerceix un contraalmirall del Cos General de l'Armada, en servei actiu. Com a màxima autoritat naval a les illes ostenta el comandament de les unitats i la supervisió i control de totes les activitats de l'Armada desenvolupades en l'entorn geogràfic de Canàries, excepte les relacionades amb el suport logístic que comptin amb una cadena de comandament pròpia.
L'ALCANAR està preparat per efectuar, d'acord amb la doctrina militar, als espais de Canàries, missions principalment relacionades amb la seguretat marítima i amb la llibertat d'acció, mitjançant la presència i vigilància als espais marítims d'interès per a les illes i la contribució al conjunt d'activitats que duen a terme les administracions públiques amb responsabilitat en aquest àmbit marítim.
Fins a la seva creació, el 6 de setembre de 2002, en virtut del Reial decret 912/2002, que desenvolupa l'estructura bàsica de les tres branques de les Forces Armades i que va introduir en l'Armada una organització de caràcter funcional, va ser la Zona Marítima de Canàries.

## Estructura
L'estructura del Comandament Naval de Canàries és la següent:
- Caserna General de l'ALCANAR
  - Estat Major
  - Comandància Naval de Tenerife
  - Ajudanties navals
    - Ajudantia Naval de La Gomera
    - Ajudantia Naval de Hierro[5]
    - Ajudantia Naval de La Palma
    - Ajudantia Naval de Fuerteventura
    - Ajudantia Naval de Lanzarote

  - Prefectura de Suport Sanitari
  - Centre d'Idiomes de l'Armada en Canàries
  - Unitat de Coordinació de les Residències Logístiques de l'Armada a Canàries
    - Ajudantia Major de la Caserna General
- Patrullers
- Altres Unitats
  - Unitat de Busseig de Canàries
  - CIGAPAL[b]
  - Segon Graó de Manteniment
  - Unitat Sanitària